# Jan van der Sluis
Jan van der Sluis (Rotterdam, 29 april 1889 – aldaar, 19 oktober 1952) was een Nederlands voetballer die uitkwam voor VOC uit Rotterdam. Van der Sluis won brons op de Olympische Spelen van 1912 in Zweden met het Nederlands elftal.
Van der Sluis speelde slechts één interland voor het Nederlands elftal en scoorde hierin twee keer. In de troostfinale van de Olympische Spelen van 1912 werd er met 9-0 tegen Finland gewonnen. In deze wedstrijd speelde hij midvoor. Van der Sluis scoorde twee doelpunten.
Van beroep was hij scheepscargadoor en directeur scheepvaarmaatschappij J. van der Sluis.
Hij overleed op 19 oktober 1952 op 63-jarige leeftijd in Rotterdam.